# 벌레잡이제비꽃속
벌레잡이제비꽃속(Pinguicula)은 끈끈한 액체(점액)를 분비하여 먹이를 잡는 식충식물 속의 일종이다. 약 80여 종이 알려져 있으며, 자생지는 유럽 12종, 북아메리카 9종, 북아시아 일부이며, 대부분은 남아메리카와 중앙아메리카에 자생한다.

## 특징
잎뿐만 아니라 꽃대에도 점액분비샘이 분포해서 광택이 난다. 이 무리의 점액선은 짧고 움직이지 않는다. 도저히 식충식물로 보이지 않는 이 식물은 잎이 포충기이다. 날아다니는 작은곤충이 잎에 앉으면 비교적 빠르게 잎의 표면적을 넓혀 먹이를 말거나 그릇모양을 만들어 담는다.(굴촉성) 잎은 마는 것은 먹이를 소화하기 쉽게 하기 위한 것도 있지만 빗물에 먹이가 씻겨내려가는 것을 방지하기 위한 목적도 있다